# Хоге, Ромейн де
Ромейн де Хоге (Хооге, нидерл. Romeyn de Hooghe; 10 сентября 1645, Амстердам — 10 июня 1708, Харлем) — голландский художник: иллюстратор, рисовальщик и гравёр, мастер офорта, скульптор-медальер и карикатурист Золотого века Голландии. Писатель и философ.

## Творчество
Известен прежде всего своими политическими карикатурами на короля Франции Людовика XIV и пропагандистскими листовками в поддержку Вильгельма Оранского, представляющих войну против французского монарха и его союзников как борьбу между свободой и религиозный деспотизмом.
Творческое наследие Р. де Хоге насчитывает более 3500 гравюр. Ещё при жизни получил широкое признание как художник и скульптор не только в своей стране, но и в других странах Европы.
Особенно хорош был в изобретательном расположении предметов в своих гравюрах.
Р. де Хоге — талантливый художник, создал большие панели мэрии Энкхёйзена и украшения нескольких усадеб.
А. Хоубракен в своих трудах, не одобрял его распутный образ жизни в молодости и утверждал, что, несмотря на огромный талант, Р. де Хоге став старше, гравировал такие вещи, которые позорят профессию.
Занимался также иллюстрирование книг. Дружил с художником Матиасом Баленом, помогавшем ему в иллюстрации его книг.
Самой главной его работой, без сомнения, является «Иероглифика или символы древних народов» («Hieroglyphica of Merkbeelden der oude volkeren»), где он сумел проявить себя не только непревзойденным мастером гравюры, но также талантливым писателем и философом. В Европе эта книга долгое время считалась одним из самых авторитетных источников по классической мифологии.
В своей работе Р. де Хоге восстанавливает уже долгое время утраченную человечеством образность мышления, умение «видеть великое в малом», известное древним. Через символы и образы древних народов он раскрывает их ментальность и культуру, космогонию и религию, нравы и обычаи. В книге представлены уникальные сведения не только о мифологии шумеров, финикийцев, египтян, греков и римлян. В той же степени автор исследует библейский миф; историю богоизбранного народа и христианства. Автор рассматривает институт жречества в древнем Египте и роль Римской Церкви в Европе, сравнивает язычество, христианство и магометанство. И буквально каждое слово он иллюстрирует превосходными изображениями. Этот труд одновременно представляет собой энциклопедию мифов и символов, источник, повествующий о древних культах и верованиях, толкование Священного Писания, путеводитель по средневековой Европе и кладезь материалов по иконографии.
Композиционно книга состоит из 64 тематических гравюр, на каждой из которых с потрясающей детализацией изображено до нескольких десятков фигур (древние пантеоны богов, герои мифов, ангелы, демоны, чудовища, библейские персонажи, древние монархи, жрецы, священники, рыцари, Папы и короли…).

## Галерея

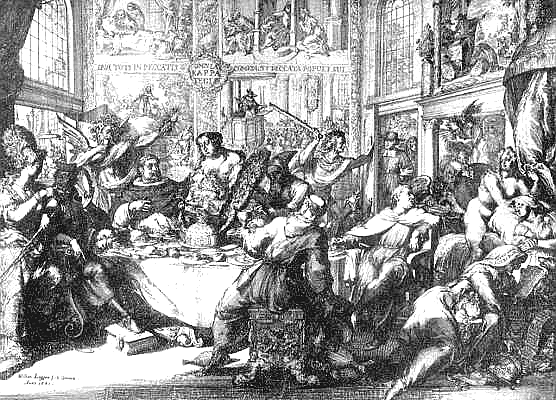
Карикатура «Банкет монахов и иезуитов». 1788
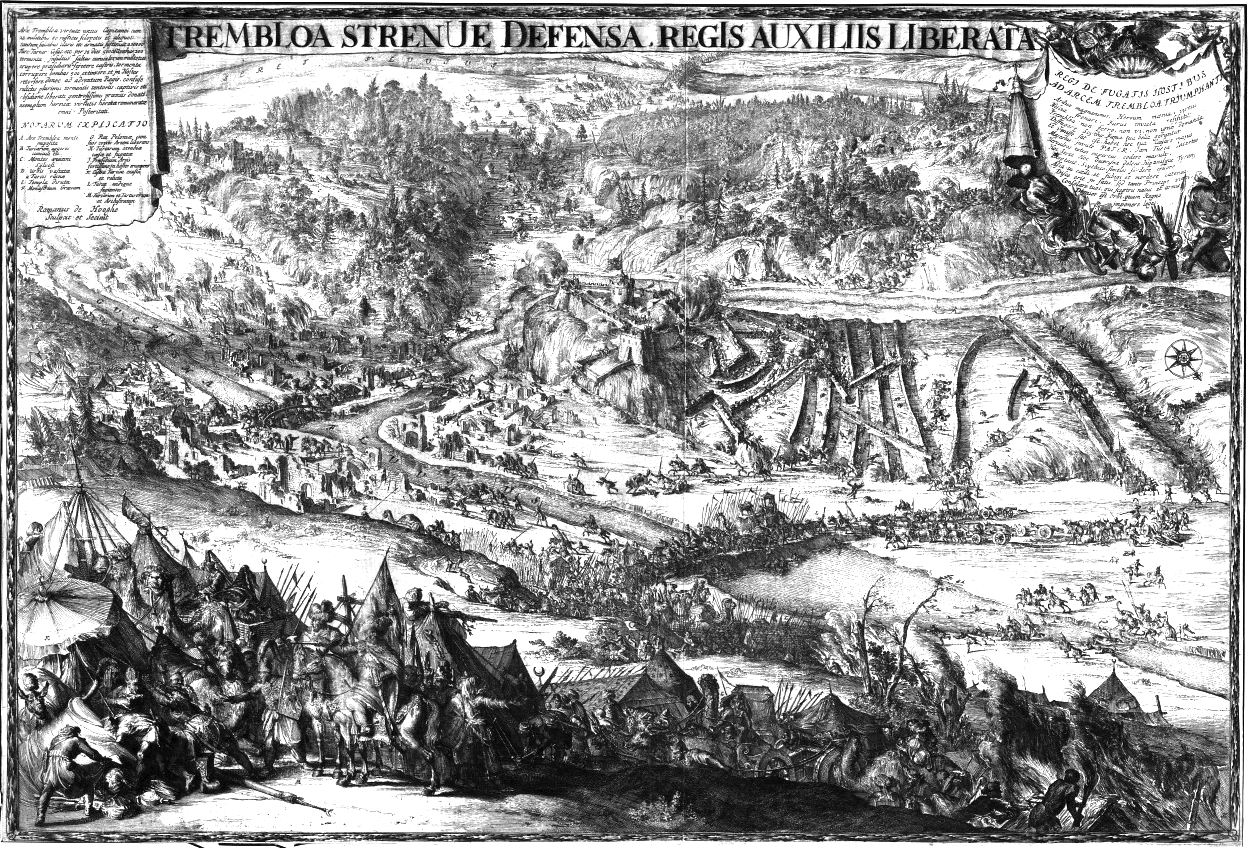
Гравюра «Осада Теребовли» 1675
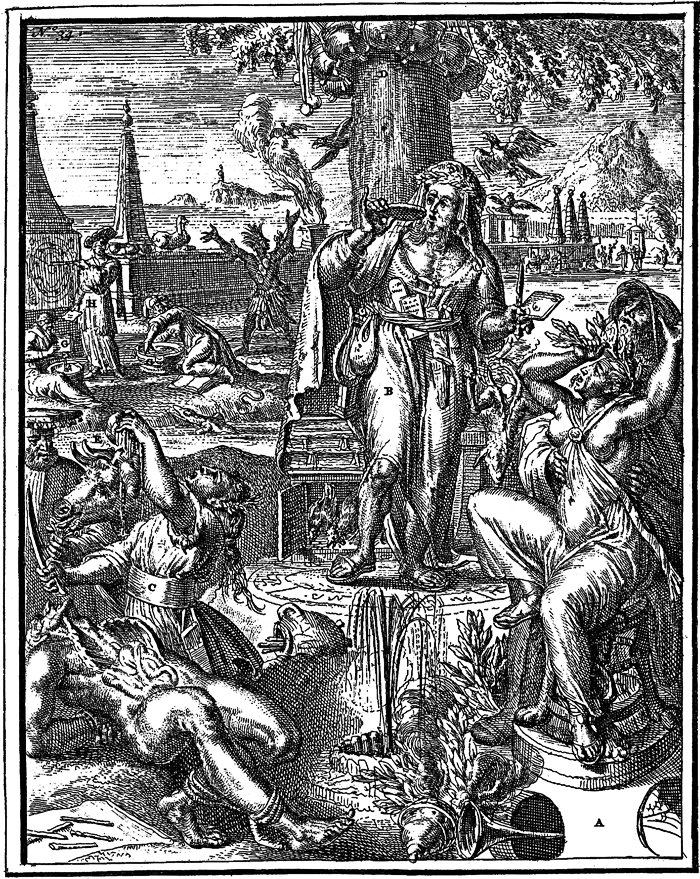
Иллюстрация к главе "О языческих оракулах" книги де Хоге «Иероглифика или символы древних народов»
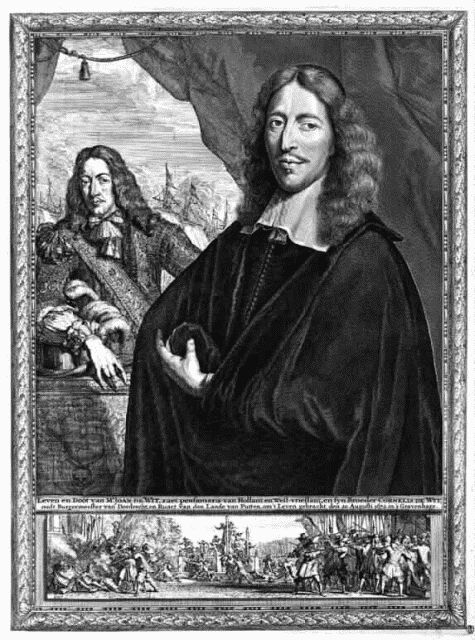
Портрет Яна де Витта